# Condado de Mobile
El condado de Mobile es un condado de Alabama, Estados Unidos. Tiene una población estimada, a mediados de 2023, de 411 640 habitantes.
La sede del condado es Mobile.
Fue fundado el 18 de diciembre de 1812.

## Geografía
Según la Oficina del Censo de los Estados Unidos, tiene una superficie total de 4258 km², de los cuales 3194 km² corresponden a tierra firme y 1064 km² están cubiertos de agua.

### Condados adyacentes
- Condado de Washington (norte)
- Condado de Baldwin (este)
- Condado de Jackson (Misisipi) (suroeste)
- Condado de George (Misisipi) (oeste)
- Condado de Greene (Misisipi) (noroeste)

## Demografía

### Censo de 2020
Según el censo de 2020, en ese momento la población del condado era de 414 809 habitantes. La densidad de población era de 130 hab./km².
| Composición racial     | Habitantes | Porcentaje |
| ---------------------- | ---------- | ---------- |
| Blancos                | 229 550    | 55.34%     |
| Afroamericanos         | 146 254    | 35.26%     |
| Amerindios             | 4057       | 0.98%      |
| Asiáticos              | 8585       | 2.07%      |
| Isleños del Pacífico   | 234        | 0.06%      |
| De otras razas         | 5998       | 1.45%      |
| De una mezcla de razas | 20 131     | 4.85%      |

Del total de la población, el 3.24% son hispanos o latinos de cualquier raza.
| Población histórica Año Población ±% 1900 62 740 — 1910 80 854 +28.9 % 1920 100 117 +23.8 % 1930 118 363 +18.2 % 1940 141 974 +19.9 % 1950 231 105 +62.8 % 1960 314 301 +36.0 % 1970 317 308 +1.0 % 1980 364 980 +15.0 % 1990 378 643 +3.7 % 2000 399 843 +5.6 % 2010 412 992 +3.3 % 2020 414 809 +0.4 % 2023 411 640 −0.8 % |           |         |
| Población histórica |           |         |
| Año | Población | ±%      |
| 1900 | 62 740    | —       |
| 1910 | 80 854    | +28.9 % |
| 1920 | 100 117   | +23.8 % |
| 1930 | 118 363   | +18.2 % |
| 1940 | 141 974   | +19.9 % |
| 1950 | 231 105   | +62.8 % |
| 1960 | 314 301   | +36.0 % |
| 1970 | 317 308   | +1.0 %  |
| 1980 | 364 980   | +15.0 % |
| 1990 | 378 643   | +3.7 %  |
| 2000 | 399 843   | +5.6 %  |
| 2010 | 412 992   | +3.3 %  |
| 2020 | 414 809   | +0.4 %  |
| 2023 | 411 640   | −0.8 %  |

## Comunidades

### Ciudades
- Bayou La Batre
- Chickasaw
- Citronelle
- Creola
- Mobile
- Prichard
- Saraland
- Satsuma
- Semmes

### Pueblos
- Dauphin Island
- Mount Vernon

### Lugares designados por el censo (census-designated places,CDP)
- Axis
- Belle Fontaine
- Bucks
- Calvert (parcialmente)
- Chunchula
- Grand Bay
- Gulfcrest
- Movico
- Theodore
- Tillmans Corner